# Fusell Tavor
El TAR-21, o simplement Tavor, és un fusell d'assalt de tipus bullpup i calibre 5,56 x 45 mm OTAN. És un disseny recent fabricat a Israel, considerat com una de les millors armes de la seva categoria per la seva fiabilitat en condicions adverses. Les sigles "TAR-21" signifiquen en anglès "fusell d'Assalt Tavor-segle XXI", en ser escollit el fusell del nou segle per a les Forces de Defensa d'Israel (Tzáhal), mentre que el nom "Tavor" procedeix de la Muntanya Tabor al nord d'Israel. Es preveu que en els propers anys servirà com a principal arma d'infanteria d'aquest país.

## Història
El Tavor va ser dissenyat per Zalmen Shebs, cap del projecte, i és fruit del treball dels enginyers de la Israel Military Industries (IMI), un consorci públic dedicat a la fabricació d'armament lleuger, "Maguen" (escut en català) es va privatitzar el 2005 canviant el seu nom, des d'aleshores es va anomenar Israel Weapons Industries (IWI).
L'exèrcit israelià va participar activament en el disseny del fusell cap a finals del segle xx, i fins a va ser qui va definir els requisits, tant operatius com tècnics, de la mateixa. L'objectiu va ser fabricar una arma que milloraria considerablement les habilitats del soldat d'infanteria, per la qual cosa es van realitzar proves comparatives amb els fusells de guerra americans M16, l'(AR-15), i el més avançat M4, en diferents escenaris, entre ells d'operacions urbanes, CQB (combat en espais tancats) i un terme propi del Tzáhal, la conquesta d'un objectiu fortificat. Els resultats d'aquelles proves li van donar l'avantatge al Tavor sobre la Carrabina M4, tant en termes de precisió com d'accionament, resistència i fiabilitat.
Les primeres unitats van entrar en servei durant l'operació Escut Defensiu, i segons les bones crítiques va ser seleccionada com a futura arma llarga de dotació en les unitats d'infanteria i paracaigudisme del Tzáhal. No obstant això, a causa de limitacions pressupostàries, es van adquirir quantitats suficients per abastir només a una part dels batallons d'infanteria (fins a finals de 2006 s'havien lliurat 16.000 unitats). L'exèrcit es va decantar pel model CTAR-21 (Tavor Comandaments), amb el seu canó de reduïda longitud apte per a les operacions urbanes. Els reclutes de la brigada d'infanteria "Guivati" van ser els primers de rebre a l'agost de 2006, seguits pels de la Brigada "Golani" a l'agost de 2008, el Batalló Caracal el 2009, i a partir de març de 2011, els reclutes de la brigada "Nahal".
Malgrat tot, el Tzáhal no va arribar a dotar tots els seus soldats d'infanteria del CTAR. El 2007 es va anunciar el cessament del seu subministrament a causa de problemes que s'havien detectat en els fusells, inclòs l'encallat de bales. Un cop superats aquests, aprofitant també per millorar el mecanisme de tir, va ser reintroduït a les Forces Armades, amb la decisió de dotar als soldats de la versió millorada, el TAR-21 bloc 81. Al desembre de 2008, es van lliurar a la unitat d'elit "Sayeret Guivati" diversos exemplars del Micro-Tavor, MTAR-21 bloc 81, durant una mena de programa pilot de dos mesos de durada, al terme del qual els soldats no van informar de cap incident.
A finals de 2009 l'Exèrcit de Terra Israelià va anunciar la dotació de tots els seus soldats amb el Micro Tavor, considerat el més cobejat pels seus soldats, ja que combina molt reduïdes dimensions amb una impecable precisió a distàncies de fins a 500 metres, substituint als CTAR 21 i M-4 en servei. Els primers a rebre'l com a arma de dotació van ser els membres del Batalló de reconeixement de la brigada "Guivati", seguits pels altres batallons d'Infanteria. A l'octubre de 2011 es va fer amb ell la companyia d'elit del cos d'enginyers de l'exèrcit israelià, tenint així l'avantatge d'una arma curta a les operacions de desminat, un dels objectius d'aquesta unitat. El 2012 es va presentar el llançagranades GL40, dissenyat especialment per acoblar-se al MTAR-21 (tenint en compte les seves diminutes dimensions).

## Característiques tècniques
El Tavor és una arma de configuració bullpup. L'empunyadura i el disparador se situen per davant de la caixa de mecanismes, deixant a forrellat i carregador dins de la culata. D'aquesta manera es permet la reducció de la mida de l'arma sense haver de cedir en llarg del canó (la qual cosa facilita millors resultats balístics en termes de distància i precisió). Un altre avantatge és la reducció de la silueta del soldat al girar cantonades, maximitzant l'eficàcia en operacions urbanes.
La reducció del pes s'aconsegueix mitjançant la utilització de materials compostos, lleugers però molt forts, que substitueixen el metall i plàstic de les armes tradicionals. Aquests polímers són fàcils de mantenir i no es fan malbé pels materials de neteja que utilitzen les unitats d'infanteria (substàncies que contenen un 90% de white spirit i 10% oli).
Per facilitar la seva adaptació a equips i peces de fabricació internacional, i especialment els fabricats per l'AR-15, el Tar-21 és compatible amb els carregadors STANAG 4179, el llançagranades M203, i similars.
El Tavor serveix al soldat en tots els patrons del combat. Cal a llargues distàncies, el ràpid canvi de combat diürn a nocturn es facilita per mitjà de l'equip òptic col·locat darrere dels elements de punteria, deixant clar la línia de visió entre alça i punt de mira. En totes les modalitats de combat es permet acoblar tubs llançadors, canons externs i mecanismes de tret, com els llançagranades o rifles de bales de goma per als antiavalots.
El Tar - 21 és en principi una arma ambidextra, ja que disposa de dues finestres d'expulsió, una a cada costat de la culata. No obstant això, el procés de reconfiguració requereix desmuntar l'arma parcialment, la qual cosa fa que no es pugui dur a terme mentre es usa.2
Com la majoria de fusells d'assalt, el Tavor disposa d'un selector de tir de tres posicions: "safe" (assegurança), tir semiautomàtic i tir automàtic. Tant el seu cos com la part on descansa la galta són ergonòmics, "portant" la mira de manera intuïtiva al camp de visió del tirador, incrementant així les probabilitats d'encert ja en el primer tret. Una de les millores introduïdes en el bloc 81 ha estat la facilitat d'adaptació a l'usuari esquerrà, incloent una aleta d'assegurança ambidextra.
El sistema de punteria integrat consisteix en una mira rèflex MARS (inicials de Multi-Purpose Aiming Reflex Sight), també de fabricació israeliana (producte de l'empresa ITL Optronics), dissenyada per estalviar en energia i preservar les piles per un llarg ús. Aquest dispositiu projecta l'objectiu al centre de la visió una vegada "col·locat" el punt de senyalització vermell sobre el blanc, podent moure el cap sense perdre l'objectiu. El mecanisme s'activa en col·locar l'aleta de l'assegurança en posició de tir, i s'apaga amb la posta de la mateixa en posició "safe". El sistema MARS integra també un punter làser (visible o infraroig) tant per tir nocturn com per tir de cintura, la fàcil activació s'aconsegueix per mitjà d'una palanquilla de pressió col·locada al guardamà. També inclou una mira clàssica per al cas de fallar els anteriors ("backup sight").
A més, se li pot acoblar una sèrie de diferents mires, com la de visió nocturna de tercera generació, 10 o l'hologràfica EOTECH, i altres dispositius electrònics.

## Micro Tavor (X95)
El Micro Tavor (MTAR-21): també anomenat X95 (sobretot als Estats Units) o Tavor-2, és un fusell d'assalt subcompacte dissenyat concretament per a ús de les unitats d'elit.
Emprant un senzill kit de conversió, el MTAR-21 pot ser configurat per utilitzar el calibre 9 mm Parabellum, convertint-se en un subfusell amb capacitat de 20, 25, i 32 cartutxos. També se li pot instal·lar un silenciador, el qual forma part del joc 9 mm. Un llançagranades especialment dissenyat per les seves mesures també està disponible, la qual cosa requereix un disseny veritablement especial.
Tot i ser originalment destinat a les forces especials, l'Exèrcit de Terra israelià va anunciar al novembre de 2009 la dotació de la totalitat de les seves unitats d'infanteria del Micro Tavor com a arma de dotació. Això es deu al tipus d'enfrontaments en els quals el Tzáhal s'ha vist implicat en les últimes dècades, desenvolupats majoritàriament en zones urbanes.
Variants : 12
X95 - fusell d'assalt compacte de calibre 5.56mm amb canó de 330mm de llarg.
X95L - carabina de calibre 5.56mm amb canó de 380mm de llarg.
X95S - subfusell de calibre 9mm amb canó de 330mm de llarg.
X95SD - subfusell de calibre 9mm amb silenciador integrat, canó de 275mm i cadència de tir d'uns 1.200 trets per minut.

## Carabina TC-21
El Tavor Carbine (TC-21) és una versió semiautomàtica pensada per al mercat civil, encara que també per als membres de les forces de seguretat pública, i sobretot els agents de patrulla, en països on les armes automàtiques només es fan servir en els SWAT i similars. El primer prototip d'aquest model va ser presentat a la fira SHOT Show de 2002 en ser anunciat un acord de col·laboració entre la IMI i Barrett Firearms Company per a la producció local del Tavor en versions civil i militar.13 D'aquesta manera Israel heu de fons d'ajuda militar per adquirir els Tavor, ja que els acords de finançament militar estableixen que aquest fons només es pot utilitzar per a productes fabricats per empreses nord-americanes. No obstant això, l'acord entre la IMI i Barrett no va arribar a formalitzar-se, i la versió semiautomàtica del Tavor presentada en aquella fira mai va aconseguir la fase de fabricació.
L'actual Tavor Carbine, fabricat a Israel per la IWI, posseeix un canó una mica més curt que l'estàndard, per poder-se distingir a simple vista del fusell d'assalt TAR-21 d'ús militar. A partir de 2008 es troba disponible per a ús civil al Canadà. La versió canadenca ve amb una mira rèflex de la marca Meprolight (també israelià), i un canó una mica més llarg per complir amb la normativa canadenca de " armes llargues civils semiautomàtiques no restrictives de foc central" (que exigeix que el llarg del canó superi als 470mm). El president de la famosa Charles Daly, Michael Kassnar, va anunciar en el seu dia els plans per importar la carabina israeliana als Estats Units, però poc després l'empresa va congelar les seves activitats.
No obstant això, en una entrevista amb Michael Kassner realitzada a la fira SHOT Show 2012, el mateix va afirmar que davant la gran demanda en el mercat nord-americà la carabina seria importada per la Trans World Arms, entre setembre i octubre de 2012. En canvi, en els fòrums del sector s'assegura que la versió semiautomàtica per al mercat americà seria fabricada als Estats Units per la mateixa IWI, amb peces en part importades d'Israel i altres de fabricació americana, complint amb la normativa 922R. Aquestes versió integraria un rail Picantiny superior i tindria diversos possibles acabats. També en aquest cas s'ha parlat de sortida al mercat cap a finals d'octubre de 2012. Es preveu que el preu de la unitat rondaria dels 2.000 dòlars americans.

## Usuaris internacionals
| Bandera            | Països             | Descripció | Referències                 |
| ------------------ | ------------------ | --- | --------------------------- |
| Azerbaidjan        | Azerbaidjan        | L'agost de 2008 l'Exèrcit de l'Azerbaidjan va dotar a les seves forces especials amb el model TAR-21, substituint als AK-47 en servei. | [ 1 ]                       |
| Brasil             | Brasil             | La fàbrica brasilera "Taurus", produeix el fusell d'assalt "Tavor", sota llicència d'IWI, per abastir tant al mercat civil com al militar. Una petita remesa ha anat a parar a la Brigada de Fronteres de l'Exèrcit brasiler. | [ 2 ] [ 3 ]                 |
| Canadà             | Canadà             | Canadà és potser el mercat civil més important per la versió semi-automàtica, cosa que no ha deixat indiferents a les autoritats del país, que han dotat als guardes de seguretat públics amb aquesta arma, ja que el guardes canadencs no tenen pas permís per a dur armes totalment automàtiques. |                             |
| Xile               | Xile               | Usats pels operatius policials de la Policia d'Investigacions de Xile |                             |
| Colòmbia           | Colòmbia           | L'Exèrcit Nacional de Colòmbia, ha dotat amb 30.000 fusells Tavor/TAR-21 tant a les seves forces especials, com a la infanteria, el cos de Marines, i la Policia Nacional de Colòmbia. |                             |
| Costa Rica         | Costa Rica         | El fusell TAR-21 és usat per la Força d'Ordre Públic de Costa Rica. |                             |
| Croàcia            | Croàcia            | El fusell d'assalt VHS, és una variant força similar, encara que segons els seus productors és una versió de producció local. |                             |
| Etiòpia            | Etiòpia            | Els guarda-espatlles del Primer Ministre d'Etiòpia porten el TAR-21 com arma de protecció tàctica. | [ 4 ] [ 5 ]                 |
| Filipines          | Filipines          | Petites quantitats varen ser adquirides per les Forces especials de la Marina filipina. L'agència antidroga també fa servir unes 120 unitats del CTAR, un model que serveix també a la unitat marítima d'operacions especials de la Policia Nacional filipina. | [ 6 ] [ 7 ] [ 8 ]           |
| Geòrgia            | Geòrgia            | L'any 2001, l'Exèrcit georgià va firmar un acord de 65 milions de dòlars per a l'entrega d'unes 7.000 unitats del TAR-21, incluint-hi diferents variants i llançagranades, substituint als AK-47 en servei. Adicionalment, el Micro Tavor és usat per un Batalló d'elit anomenat "Grup Gulua". Un pla conjunt per a fabricar el "Tavor" localment va esser finalment suspès per Israel, a causa de pressions per part de Rússia. | [ 9 ]                       |
| Guatemala          | Guatemala          | La Policia Nacional Civil de Guatemala utilitza el TAR-21 tant per a missions quotidianes com per algunes operacions especials. | [ 10 ]                      |
| Hondures           | Honduras           | Les forces especials de l'Exèrcit d'Hondures son equipades amb el MTAR-21. | [ 11 ]                      |
| Índia              | India              | L'any 2002 Índia va signar un contracte de 17,7 milions de dòlars amb la IMI, per a la compra de 3.700 fusells destinats a les forces especials indies, degut, segons indica la nota oficial emesa, a la seva ergonomia, fiabilitat en condicions adverses, i a les facilitats per al tir ràpid des de l'interior dels vehicles blindats. Fins al 2005 la IMI havia subministrat unes 400 unitats del Tavor, a la Unitat de la Frontera Nord. Tanmateix, a causa de les crítiques relatives al seu funcionament, es va procedir a la introducció de diverses modificacions, donant en les proves realitzades a Israel l'any 2006 resultats satisfactoris, aleshores es va procedir a l'enviament de la remesa de rifles en la seva totalitat. Al mateix temps, es va iniciar un projecte de rearmament de les forces índies amb una versió modificada del MTAR-21 de 9mm, anomenada "Zittara". Aquesta arma, es fabricada localment per l'empresa "Ordenance Factories Board", amb algunes diferències amb respecte a possibilitats d'adaptació als dispositius usats per les forces locals. El "Zittara" es lleugerament més llarg i més pesant que el MTAR-21. L'Exèrcit de l'Índia va invertir 20 milions de dòlars en la compra de 5.500 unitats, mentres que les forces especials de l'armada índia s'estan preparant per l'adopció del "Tavor", havent realitzat una primera compra de 500 unitats del TAR-21 estàndard, juntament amb 30 fusells de la marca "Galil", amb una inversió total de 23,3 milions de dòlars realitzada el desembre del 2010. La força nacional de la policia armada, ha encarregat 12.000 unitats del fusell d'assalt "Micro Tavor" (X95), amb una primera entrega realitzada a començaments de l'any 2011. | [ 12 ] [ 13 ] [ 14 ] [ 15 ] |
| Macedònia del Nord | Macedònia del Nord | És usat per les forces especials i la policia |                             |
| MEX                | Mèxic              | És usat pel grup d'operacions especials de la policía federal mexicana, i també el fa servir el grup policial anomenat els "Llampecs", de Ciutat de Mèxic. |                             |
| Nigèria            | Nigèria            | El Servei de Seguretat Estatal fa servir el TAR-21 "Tavor" com arma per a les seves unitats tàctiques de protecció personal, en comptes del Subfusell Uzi. | [ 16 ]                      |
| Perú               | Perú               | En servei en diverses unitats d'infanteria, i a les forces especials. |                             |
| Portugal           | Portugal           | El TAR-21 serveix a les unitats d'intervenció de la policia judicial portuguesa, per a la intervenció en situacions de crisi, i alliberament d'ostatges, juntament amb les unitats d'intervenció del grup d'operaciones especiales (GOE), i la Guàrdia Nacional Republicana. Aquestes armes varen ser destinades en primera instància a dotar a una nova unitat sota el comandament de la policia judicial. El TAR-21 també va participar en el concurs públic de la nova arma de dotació dels tres cossos de les forces armades de Portugal, proposant un centre de fabricació del "Tavor". | [ 17 ] [ 18 ]               |
| Tailàndia          | Tailàndia          | El 2007 l'Exèrcit Reial de Tailàndia va realitzar una compra de 15.000 unitats del TAR-21, seguida per una segona remesa de 15.000 unitats encarregada a la IWI, el 9 de setembre de 2008. El setembre de 2009, l'Exèrcit va aprovar dues remeses més, totes dues de 13.000 unitats, sumant un total de 56.000 unitats del fusell d'assalt "Tavor", en possessió de les forces armades d'aquest pais. El motiu de les contínues adquisicions ha estat la intenció de retirar els 100.000 fusells M16 actualment en servei a les forces armades de Tailàndia. | [ 19 ] [ 20 ] [ 21 ]        |
| Turquia            | Turquia            | Ha dotat amb el fusell "Tavor" a la seva unitat de "Boines Vermelles". | [ 22 ]                      |
| Ucraïna            | Ucraïna            | Yuri Lutsenko, director general del ministeri d'afers interns ucraïnès, va anunciar l'1 d'octubre de 2008 que l'empresa ucraïnesa RPC Fort, obriria una línea de fabricació del subfusell "Tavor" TAR-21, adaptat a les forces especials, tant militars com policials, d'aquest pais. | [ 23 ] [ 24 ]               |
| Vietnam            | Vietnam            | La infanteria de marina, i l'Armada del Vietnam tenen al seu servei algunes unitats del fusell d'assalt TAR-21 "Tavor", tant es pot tractar d'armes importades, com d'una versió fabricada localment. | [ 25 ]                      |
| Estats Units       | Estats Units       | L'agost de l'any 2013, l'empresa IWI va anunciar que el cos de policia del Capitoli de Harrisburg, la capital de l'estat de Pennsilvània havia adoptat el fusell "Tavor" SAR, una versió semi-automàtica de l'arma, especialment dissenyada per al mercat dels Estats Units. | [ 26 ]                      |